# Police au Japon

Logo de la police japonaise

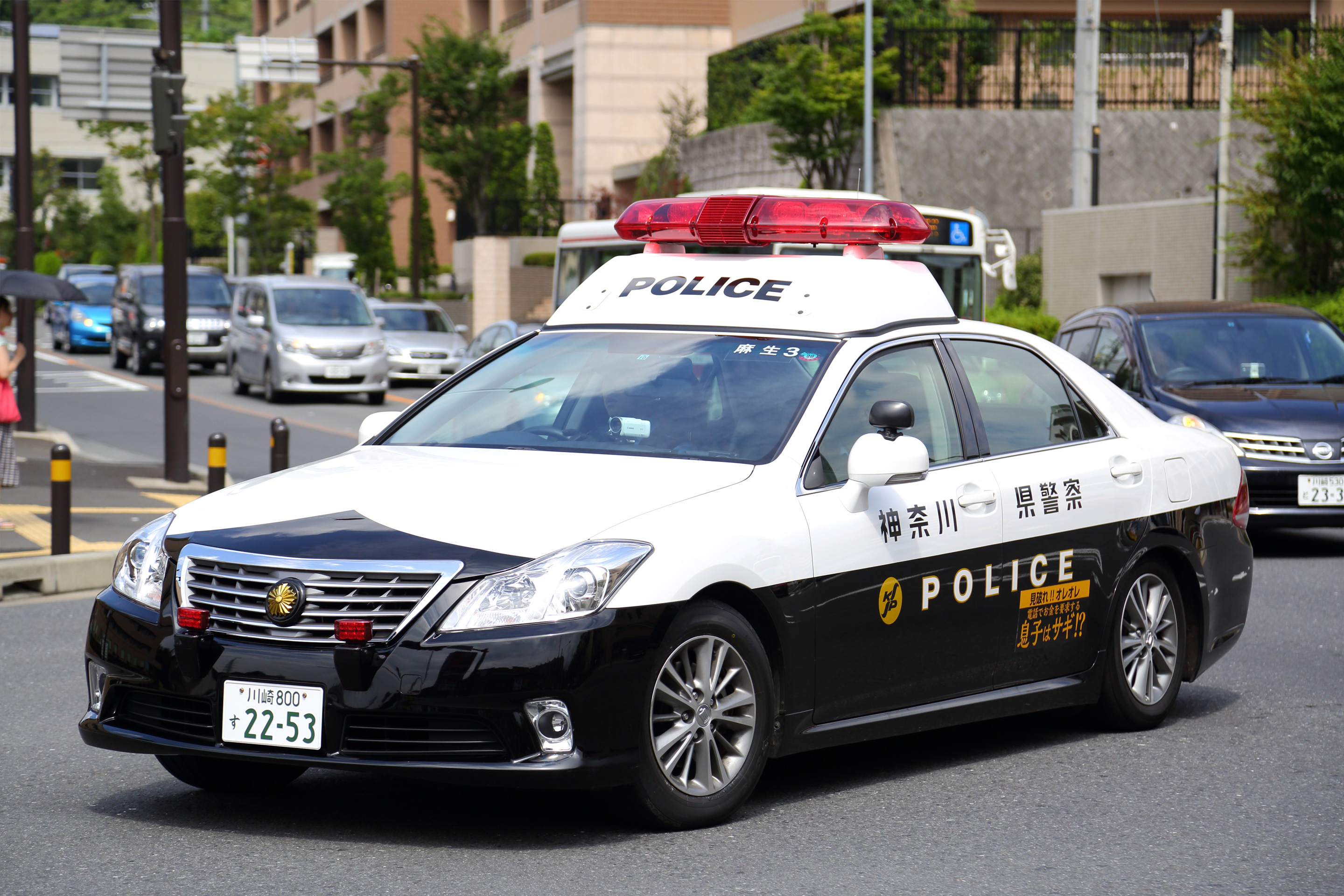
Voiture de police japonaise Toyota Crown.

La police au Japon est gérée par l'Agence nationale de police, sous la tutelle de la Commission nationale de sécurité publique chargée de s'assurer que la police effectue sa mission de manière neutre et apolitique. Ses membres disposent de leur propre art martial : le taihojutsu.

## Organisation
L'Agence nationale de la police gère l'ensemble des services de police, sous la tutelle de la Commission nationale de sécurité publique (国家公安委員会, Kokka Kōan Iinkai) qui dépend du bureau du Cabinet du Japon, donc directement du Premier ministre.
En 2015, l'Agence employait 294 700 policiers, et gérait 12 600 petits postes de police : 6 200 kōban, postes de trois à cinq officiers, et 6 400 chūzaisho, postes d'un officier.
La police gère les daiyō kangoku, des « prisons de substitution » permettant de conserver des suspects sous surveillance et de continuer à les interroger pendant 72 heures, période qui peut être prolongée de deux fois dix jours par un juge.

## Véhicules

### Routier
La police japonaise utilise près de 40 000 véhicules et motos, en majeure partie des Toyota Crown et des Nissan Crew. Tous les véhicules ont la même sérigraphie, à savoir une robe blanche et noir, excepté les véhicules des services de la circulation. Les véhicules des forces spéciales ou d'intervention revêtent une robe bleu métallisé.

### Air
La police utilise près de 80 hélicoptères, pour la surveillance du trafic, les interventions ou encore le sauvetage.

### Mer
La police dispose de petites embarcations dans les principaux ports du pays. Près de 190 bateaux sont utilisés.

### Uniforme
La base de l'uniforme est une chemise bleu clair et un pantalon bleu marine. Elle s'accompagne d'une veste de costume bleu marine ou un gilet pare-balles bleu marine.

## Armement

### Armes de service
Avant la Seconde guerre mondiale, les policiers japonais étaient armés d'un sabre.
Seules certaines unités, chargées de la protection des personnalités ou de la traque  des opposants politiques (Tokkubetsu) étaient armées. Ces policiers spéciaux recevaient le plus souvent un pistolet de calibre 7,65mm Browning, comme le FN 1910 ou le Colt 1903.
Depuis la fin de la seconde guerre mondiale, les policiers japonais sont équipés de trois modèles de revolvers chambrés pour la munition .38 Special. Le New Nambu modèle 60, conçu par la Shin Chuo Kogyo company, a été fabriqué de 1960 jusqu'au milieu des années 1990. Depuis les années 2000, le S&W modèle 37 et le S&W modèle 360J, deux variantes du S&W modèle 36, sont également en service. La munition de dotation est une cartouche à balle LRN de 158 grain fabriquée par Remington. Ce type de cartouche à balle ogivale en plomb, très utilisée par les forces de police américaines, est depuis les années 1970 remplacée par les balles à pointe creuse. La munition de dotation de la police japonaise, bien que considérée comme obsolète en Occident, reste suffisante dans le contexte local, où l'accès légal comme illégal (marché noir) aux armes est difficile.
Un pistolet de calibre 7,65mm, le Sig-Sauer P230 est également en service, bien que moins répandu. Ce pistolet est visible dans le drama Security Police avec Junichi Okada dans les mains des principaux acteurs.
Certaines unités spéciales comme la SAT (équivalent japonais du GIGN) et la SP (Security police assurant la protection rapprochée des personnalités) sont équipées de pistolets de calibre 9mm comme le Glock 19/17, le Sig Sauer P226 ou encore l'HK USP.

### Armes longues
Les unités d'intervention japonaises, à savoir la SAT et les  Anti-Firearms Squads (unités d'intervention semblables aux antennes GIGN/RAID), sont également équipées d'armes à feu d'épaule comme la mitraillette HK MP5, le Howa type 89 et le Colt M-4. 
La présence de fusils de calibre 12, comme le Remington 870 ou le Benelli M-4, n'est pas attestée sur les rares photos de ces unités disponibles sur le Net.
Leur principal fusil de précision est le Howa modèle 1500 (en) de fabrication locale. Le fusil Howa type 64 sert également de fusil de précision, dans une doctrine d'emploi similaire à celle des unités spéciales françaises équipées du HK 417/ FN SCAR H.
Contrairement à bon nombre de leurs homologues occidentaux et asiatiques, les unités de police généraliste japonaises (sécurité publique, ilotiers des kobans, etc) ne semblent pas être équipées d'armes d'épaule.